# گمینا کنسووو
گمینا کنسووو (به لهستانی:  Gmina Kęsowo) یک گمینا در لهستان است که در شهرستان توخولا واقع شده‌است. گمینا کنسووو ۱۰۸٫۸۲ کیلومتر مربع مساحت و ۴٬۳۸۱ نفر جمعیت دارد.